# توماس الكسندر مارشال
توماس الكسندر مارشال (بالإنجليزية: Thomas Alexander Marshall)‏ هو قاضي ومحامي وسياسي أمريكي، ولد في 15 يناير 1794 في فرسايليس في الولايات المتحدة، وتوفي في 17 أبريل 1871 في لويفيل في الولايات المتحدة. حزبياً، نشط في الحزب الوطني الجمهوري ‏. وقد انتخب عضو مجلس النواب الأمريكي.